# Tu Dai Yong
Tu Dai Yong (* 17. Januar 1968) ist eine in China geborene Schweizer Tischtennisspielerin. Sie wurde 1990 Zweite bei der Europameisterschaft und nahm 1996 an den Olympischen Sommerspielen teil.

## Werdegang
Unter dem Namen Dai Yong wuchs sie in der chinesischen Provinz Gansu auf. Ende der 1980er Jahre gehörte sie dem Tischtennis-Nationalkader an und war für die Teilnahme an der Weltmeisterschaft 1989 in Dortmund vorgesehen. Im Frühjahr 1989 übersiedelte sie in die Schweiz und heiratete hier den Tischtennisspieler Tu Thien Bac, einen aus Vietnam stammenden und bereits eingebürgerten Studenten der Wirtschaftswissenschaft. Mit der Heirat erhielt sie automatisch die Schweizer Staatsbürgerschaft und war somit für die Schweiz spielberechtigt.
Bald wurde Laszlo Földy auf sie aufmerksam und holte die Linkshänderin in seinen Verein TTC Liebrüti. Hier spielt sie seit der Saison 1990/91 in der Herrenmannschaft und erzielt durchweg positive Resultate. Parallel verstärkte sie noch in der Spielserie 2001/02 und 2002/03 die Damenmannschaft von Wettstein Basel, mit der sie 2003 Schweizer Meister wurde. Bei den Nationalen Meisterschaften gewann Tu Dai Yong von 1990 bis 2001 sieben Titel im Einzel, sechs im Doppel mit Theresia Földy und sieben im Mixed mit ihrem Ehemann.
Viermal nahm sie von 1990 bis 1996 an Europameisterschaften teil. Dabei erzielte sie 1990 ihren größten Erfolg, als sie im Einzel Silber holte, indem sie Katja Nolten (Deutschland), Pernilla Petterson (Schweden), Valentina Popová (UdSSR), Csilla Bátorfi (Ungarn) und Otilia Bădescu (Rumänien) ausschaltete, ehe sie im Endspiel der Bulgarin Daniela Gergeltschewa unterlag.
1996 qualifizierte sie sich für die Teilnahme an den Olympischen Spielen. Damit war erstmals die Schweiz im Tischtennis bei den Olympischen Spielen vertreten. Tu Dai Yong blieb in den Gruppenspielen gegen Bose Kaffo (Nigeria), Lyanne Kosaka (Brasilien) und Emilia Ciosu (Rumänien) ungeschlagen. Erst im Achtelfinale verlor sie gegen Nicole Struse aus Deutschland.
Bei den Weltmeisterschaften 1991, 1995 und 1997 kam sie nicht in die Nähe von Medaillenrängen. In der ITTF-Weltrangliste belegte sie von Mitte 1990 bis Mitte 1991 Platz 24.

## Privat
Tu Dai Yong hat eine Tochter.

## Turnierergebnisse
| Verband | Veranstaltung       | Jahr | Ort           | Land | Einzel    | Doppel        | Mixed     | Team |
| ------- | ------------------- | ---- | ------------- | ---- | --------- | ------------- | --------- | ---- |
| SUI     | Europameisterschaft | 1996 | Bratislava    | SVK  |           | Viertelfinale |           |      |
| SUI     | Europameisterschaft | 1994 | Birmingham    | ENG  | letzte 16 |               |           |      |
| SUI     | Europameisterschaft | 1992 | Stuttgart     | GER  | letzte 16 |               |           |      |
| SUI     | Europameisterschaft | 1990 | Göteborg      | SWE  | Silber    |               |           |      |
| SUI     | EURO-TOP12          | 1992 | Wien          | AUT  | 5         |               |           |      |
| SUI     | EURO-TOP12          | 1991 | Hertogenbosch | NED  | 9         |               |           |      |
| SUI     | Olympische Spiele   | 1996 | Atlanta       | USA  | letzte 16 | keine Teiln.  |           |      |
| SUI     | Weltmeisterschaft   | 1997 | Manchester    | ENG  | letzte 64 | letzte 32     | Rd 2      | 35   |
| SUI     | Weltmeisterschaft   | 1995 | Tianjin       | CHN  | letzte 32 | letzte 32     | letzte 64 | 42   |
| SUI     | Weltmeisterschaft   | 1991 | Chiba City    | JPN  | letzte 32 | letzte 64     | Qual      |      |